# Capella de Sant Pelegrí (Vilafranca del Penedès)
La capella de Sant Pelegrí és un edifici de Vilafranca del Penedès (Alt Penedès) protegit com a bé cultural d'interès local.

## Descripció
Es conserven restes de l'antiga capella amb façana a la plaça Jaume I i amb mitgeres al Palau Reial i a la Capella dels Dolors. Té una nau rectangular, inicialment amb embigat a dues vessants sobre arcs diafragma apuntats (els únics que quedaven). Presenta un finestral romànic i una torre del segle xii que fa de fons a la capella.

## Història
La Capella de Sant Pelegrí està situada al centre històric i monumental més important de Vilafranca. Es tracta de la capella del primitiu convent de la Santíssima Trinitat, construïda el 1334.
El 6 d'octubre del 1934 va ser incendiada i només van quedar les arcades gòtiques i les parets laterals, consolidades el 1941. El setembre del 1965, Antoni Massanell va descobrir un finestral romànic i la torre del segle xii, probablement la torre Dela, a l'empara de la qual va formar-se Vilafranca.
El 1982 la capella va passar a formar part del patrimoni del Museu i es va iniciar la seva restauració amb la col·laboració de la Caixa d'Estalvis del Penedès.